# 有機溶剤業務従事者
有機溶剤業務従事者（ゆうきようざいぎょうむじゅうじしゃ）とは、有機溶剤業務従事者安全衛生教育を修了した者。

## 受講資格
- 満18歳以上。

## 安全衛生教育
- 事業所や登録教習機関により行う講習。
- 告示で規定された履修時間は4.5～6時間（以上）となっている。[1]

### 講習科目
- 6時間の学科講習

1. 作業環境管理（1.5時間）
2. 作業管理（1時間）
3. 健康管理（1.5時間）
4. 災害事例及び関係法令（2時間）

- 4.5時間の学科講習

1. 有機溶剤による疾病及び健康管理（1時間）
2. 作業環境管理（2時間）
3. 保護具の使用方法（1時間）
4. 関係法令（30分）